# Acritus punctisternus
Acritus punctisternus är en skalbaggsart som beskrevs av Wenzel och Dybas 1941. Acritus punctisternus ingår i släktet Acritus och familjen stumpbaggar. Inga underarter finns listade i Catalogue of Life.